# Хуана Мануела Горріті
Хуа́на Мануе́ла Горрі́ті (ісп. Juana Manuela Gorriti; 15 червня 1818, Росаріо-де-ла-Фронтера, Об'єднані провінції Ріо-де-ла-Плати — 6 листопада 1892, Буенос-Айрес, Аргентина) — аргентинська і перуанська письменниця і журналистка. Перша леді Болівії (1848—1855).

## Біографія
Народилася в родині заможного землевласника, державного та громадського діяча, губернатора Хосе Ігнасіо де Горріті. З 1831 року разом із сім'єю жила у вигнанні в Болівії, бідувала. Там познайомилася зі своїм майбутнім чоловіком на той час капітаном болівійської армії, майбутнім президентом Болівії Мануелем Ісідоро Бельсу в 1848—1855 роках.
Навчалася в монастирі, переїхала до Ла-Паса, де у 15-річному віці вийшла заміж за Мануеля Ісідоро Бельсу. У пари було троє дітей.
Згодом Хуана Горріті переїхала з Болівії до Перу, де зайнялася літературною діяльністю. Вчителювала, започаткувала школу. У Лімі, де вона жила, стала відомою, впливовою журналісткою. Друкувалася в престижній газеті El Comercio, Revista de Lima.
Була активною феміністкою, що відбивалося у багатьох її журнальних статтях. У своїх публікаціях закликала та надихала жінок брати на себе сучасні гендерні ролі, які були більш поширеними в Європі та Північній Америці. Прагнула, щоб жінки були почуті, здобули освіту і не боялися йти проти застарілих норм.
Їй приписують створення на початку ХІХ століття страви Сальтенья.
Померла 6 листопада 1892 року в Буенос-Айресі. Спочатку була похована на цвинтарі Реколета, згодом її рештки було перенесено до Патеону у Кафедральному соборі міста Сальта.

## Вибрані твори
Авторка низки романів та збірок оповідань.

### Романи
- El pozo de Yocci (1869)
- Oasis en la Vida (1888)
- La tierra natal (1889)
- Álbum de un peregrino
- La Quena

### Збірники оповідань
- Sueños y realidades (1865)
- Panoramas de la vida (1876)
- Misceláneas (1878)
- El mundo de los recuerdos (1886)

## Пам'ять
- Ім'я письменниці носить низка шкіл в Аргентині.